# NGC 234
NGC 234 è una galassia a spirale intermedia situata nella costellazione dei Pesci.

## Descrizione
La galassia ha una classe di luminosità III e presenta una larga riga a 21 cm dell'idrogeno neutro.

## Scoperta
NGC 234 è stata scoperta il 14 ottobre 1784 dall'astronomo britannico di origine tedesca William Herschel.